# کوین بروس اشنایدر
کوین بروس اشنایدر (انگلیسی: Kevin Schneider) ژنرال نیروی هوایی ایالات متحده آمریکا است، که از سال ۲۰۲۴ به‌عنوان فرمانده نیروهای هوایی اقیانوس آرام فعالیت می‌کند.
اشنایدر فعالیت نظامی را از سال ۱۹۸۸ در نیروی هوایی آمریکا آغاز کرد و پس از فارغ‌التحصیلی از آکادمی نیروی هوایی ایالات متحده آمریکا فعالیت خود را به‌عنوان خلبان جنگنده اف-۱۶، سپس اف-۲۲ ادامه داد. 
وی از ۲۰۱۳ تا ۲۰۱۴ فرماندهی لشکر ۳۸۰ هوایی برون‌مرزی را برعهده داشت، از ۲۰۱۴ تا ۲۰۱۵ جانشین فرمانده نیروی هوایی نهم بود، از ۲۰۱۵ تا ۲۰۱۶ به‌عنوان رئیس ستاد نیروهای هوایی اقیانوس آرام فعالیت می‌کرد و در فاصله سال‌های ۲۰۱۶ تا ۲۰۱۹ رئیس ستاد فرماندهی اقیانوس هند-آرام ایالات متحده آمریکا بود. او از ۲۰۱۹ تا ۲۰۲۱ فرماندهی نیروی هوایی پنجم را برعهده داشت و از ۲۰۲۱ تا ۲۰۲۴ به‌عنوان مدیر ستاد نیروی هوایی ایالات متحده فعالیت می‌کرد.